# George Brudenell-Bruce, VI marchese di Ailesbury
George William James Chandos Brudenell-Bruce, VI marchese di Ailesbury (21 maggio 1873 – 4 agosto 1961), è stato un ufficiale inglese.

## Biografia
Era il figlio di Henry Brudenell-Bruce, V marchese di Ailesbury, e di sua moglie, Georgiana Pinckney. Studiò presso la Westminster School. Successe al padre nel marchesato alla morte di quest'ultimo il 10 marzo 1911, entrando anche a far parte della House of Lords.

## Carriera
Lord Ailesbury servì nel III Battaglione, Argyll e Sutherland Highlanders, nel Royal Wiltshire Yeomanry, nel Middlesex Yeomanry e Wiltshire Regiment.
Lord Ailesbury è stato promosso al grado di capitano il 3 settembre 1898. Ha combattuto con il Royal Wiltshire Yeomanry nella Seconda guerra boera, per cui è stato menzionato nei dispacci. Nel 1914 combatté nella Grande guerra, durante la quale è stato nuovamente citato nei dispacci.
Ha ricoperto la carica di vice tenente del Wiltshire, ed è stato un giudice di pace. Nel 1920 è stato membro dei reazionari fascisti britannici.

## Matrimoni

### Primo Matrimonio
Sposò, il 21 marzo 1903 a Londra, Caroline Madden (?-5 maggio 1941), figlia di John Madden. Ebbero tre figli:
- Chandos Brudenell-Bruce, VII marchese di Ailesbury (26 gennaio 1904-15 luglio 1974);
- Lady Ursula Daphne Brudenell-Bruce (21 ottobre 1905-?), sposò Alfred Taylor, ebbero due figli;
- Lady Rosemary Enid Brudenell-Bruce (9 febbraio 1907-?).

### Secondo Matrimonio
Sposò, il 21 febbraio 1945, Mabel Lindsay (?-26 giugno 1954), figlia di John Lindsay. Non ebbero figli.

### Terzo Matrimonio
Sposò, il 9 luglio 1955, Alice Pinhey (?-9 febbraio 1960), figlia del capitano John Pinhey. Non ebbero figli.

## Morte
Morì il 4 agosto 1961.